# Western Suburbs Magpies
Die Western Suburbs Magpies waren ein australischer Rugby-League-Verein aus Sydney. 1999 fusionierte der Club mit den Balmain Tigers zu den Wests Tigers.

## Geschichte
Die Western Suburbs Magpies waren im Jahr 1908 Gründungsmitglied der New South Wales Rugby League Premiership. Hier zählten sie anfangs zu den erfolglosesten Teilnehmern – allein bis 1916 sammelten die „Elstern“ fünf Wooden spoons. Erst 1930 gelang der erste Titelgewinn, gefolgt von einer Vize-Meisterschaft 1932 und einer weiteren Meisterschaft 1934. Eine zweite starke Phase mit gleicher Ausbeute erfolgte zwischen 1948 und 1952. Von 1961 bis 1963 verloren die Magpies drei Grand Finals in Folge, alle gegen die St. George Dragons. Danach fiel man weitgehend in die sportliche Bedeutungslosigkeit zurück. Noch immer sind die insgesamt 17 Wooden spoons der Western Suburbs ein Rekord in der NRL. 1999 erfolgte die Fusion mit den weitaus erfolgreicheren Balmain Tigers.

## Erfolge
- Meisterschaften (4): 1930, 1934, 1948, 1952
- Vize-Meisterschaften (8): 1918, 1925, 1932, 1950, 1958, 1961, 1962, 1963
- Minor Premierships (5): 1930, 1948, 1952, 1961, 1978